# Cyclophora microps
Cyclophora microps är en fjärilsart som beskrevs av Louis Beethoven Prout 1936. Cyclophora microps ingår i släktet Cyclophora och familjen mätare. Inga underarter finns listade i Catalogue of Life.